# Сайда-Губа
Сайда-Губа — населённый пункт в Мурманской области. Расположен в 67 км от Мурманска на побережье Баренцева моря, при выходе из Кольского залива, в одноимённой бухте.
Входит в территориальный округ Гаджиево городского округа ЗАТО Александровск. До 2008 года входил в состав ЗАТО Скалистый.

## История
Изначально Сайда-Губа была рыболовецким посёлком. С 1938 по 1979 год посёлок имел статус рабочего посёлка.
В 1990 году посёлок передали Северному флоту, после чего он стал использоваться для надводного отстоя атомных подводных лодок и реакторных отсеков.
В настоящее время в посёлке возведены пункт длительного наземного хранения реакторных отсеков, рассчитанный на хранение 120 реакторных отсеков, и центр кондиционирования и долговременного хранения радиоактивных отходов. Строительство начато в 2004 году, правительство Германии вложило в проект около 600 млн евро. Вначале были построены первая и вторая очереди комплекса, которые представляли собой пункт длительного хранения реакторных отсеков (ПДХ РО). В них входил гидротехнический комплекс с подводной опорой для плавучего дока. В ходе строительства удалялись мягкие грунты на берегу, а затем было необходимо сделать отсыпку скальной породы глубиной около 18 метров. Вытяжные пути плавдока сообщались переходными мостами с причалом и дальнейшими вытяжными путями, по которым блоки доставляют на площадку хранения. В состав комплекса также входит цех очистки и окраски, чтобы время от времени обновлять антикоррозийное покрытие реакторных отсеков. Ожидается, что спустя 70 лет радиоактивность реакторных отсеков снизится до уровня, позволяющего производить дальнейшие работы по их утилизации. Корпуса отсеков будут вскрыты, и оттуда извлекут содержимое. Реактор, насосы первого контура охлаждения и парогенераторы будут отправлены на дальнейшее хранение. Остальные конструкции к тому моменту перестанут представлять серьёзную опасность и их можно будет утилизировать.

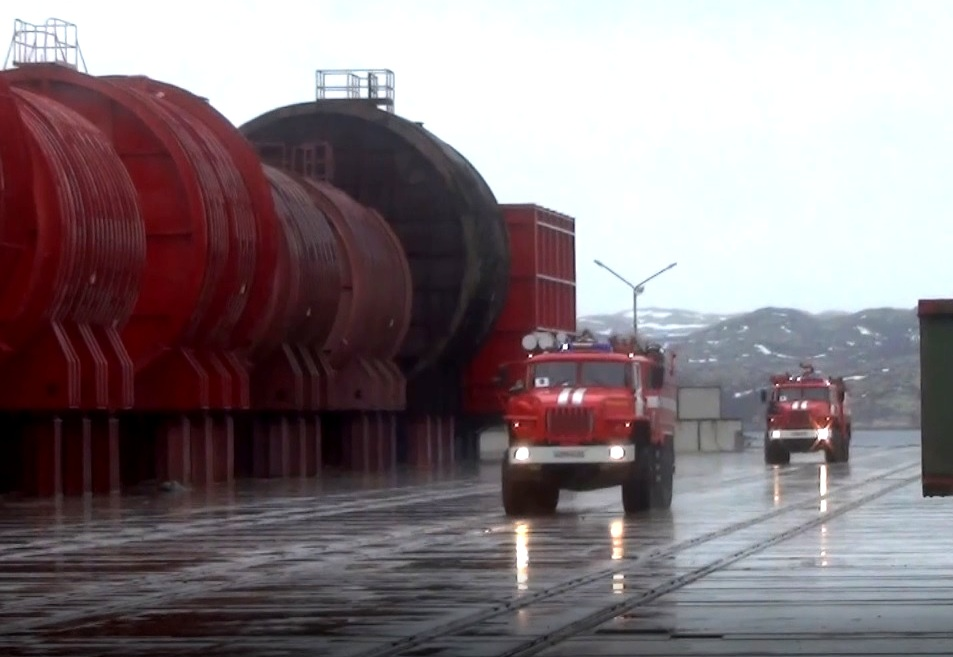
Реакторные отсеки на береговой площадке длительного хранения

В 2015 году введён в эксплуатацию центр кондиционирования и долговременного хранения радиоактивных отходов. Его возведение является третьей очередью строительства комплекса, он предназначен для обращения с отходами средней и низкой радиоактивности. После резки и прессовки объём отходов, полученных в процессе утилизации реакторных отсеков, уменьшается приблизительно в пять раз. Затем отходы перемещаются в хранилища нового центра кондиционирования объёмом около 100 тысяч кубометров.
По состоянию на 2019 год на береговой площадке хранятся и обслуживаются около 110 реакторных отсеков утилизированных АПЛ, несколько трёхотсечных блоков (включая реакторный отсек) ждут своей очереди.
Здесь также располагается акваполигон «Красные камни» Мурманского морского биологического института, где разрабатываются и изучаются возможности боевого применения северных морских млекопитающих — тюленей, морских зайцев, сивучей, белух — для решения задач поисково-спасательных и подводно-технических работ, охраны военно-морских баз, подводных лодок и кораблей, а также других научно-биологических вопросов, в частности, изучение камчатского краба, недавно вселённого в Баренцево море.

## Население
| 1939 | 1959 | 1970 | 1979 | 2002 | 2010 |
| ---- | ---- | ---- | ---- | ---- | ---- |
| 7736 | ↘914 | ↘225 | ↘168 | ↘0   | →0   |